# Varennes (Tarn-et-Garonne)
Pour les articles homonymes, voir Varennes.
Varennes est une commune française située dans le sud du département de Tarn-et-Garonne, en région Occitanie. Elle se situe au sud-est du département, entre Montauban et Toulouse, à la limite avec la Haute-Garonne. C'est une commune rurale qui compte 640 habitants en 2022, et qui fait partie de l'aire d'attraction de Toulouse. Cependant, l'urbanisation dans le village reste très limitée. Sur le plan historique et culturel, la commune est dans le Pays Montalbanais, correspondant à la partie méridionale du Quercy.
Exposée à un climat océanique altéré, elle est drainée par le Tescou, le ruisseau de Nadalou et par divers autres petits cours d'eau. La commune possède un patrimoine naturel remarquable composé d'une zone naturelle d'intérêt écologique, faunistique et floristique.
Varennes est une commune rurale qui compte 640 habitants en 2022, après avoir connu une forte hausse de la population depuis 1968.  Elle fait partie de l'aire d'attraction de Toulouse. Ses habitants sont appelés les Varennois ou  Varennoises.

## Géographie

### Localisation
La commune se situe à 17 km au sud-est de Montauban et à 6 km au nord de Villemur-sur-Tarn. Elle est limitrophe du département de la Haute-Garonne. Varennes fait partie de l'aire urbaine de Toulouse, alors qu'elle se situe à 33 km de la métropole. Elle se situe sur les coteaux du Tarn, juste au sud du Quercy, et à proximité des agglomérations de Toulouse et de Montauban, dont Varennes ne fait cependant pas partie.
Varennes fait partie de la zone d'emploi de Toulouse et du bassin de vie de Villemur-sur-Tarn, et il s'agit de la commune la plus à l'est de la communauté de communes Grand Sud Tarn-et-Garonne dont elle est membre.

### Communes limitrophes
Varennes est limitrophe de quatre autres communes dont une dans le département de la Haute-Garonne.
Les communes limitrophes sont  Saint-Nauphary, Verlhac-Tescou, Villebrumier et Villemur-sur-Tarn.
|              | Saint-Nauphary                    |                |
| Villebrumier | Varennes                          | Verlhac-Tescou |
|              | Villemur-sur-Tarn (Haute-Garonne) |                |

### Géologie et relief
La superficie de la commune est de 1 476 hectares ; son altitude varie de 88  à   206 mètres.

### Hydrographie

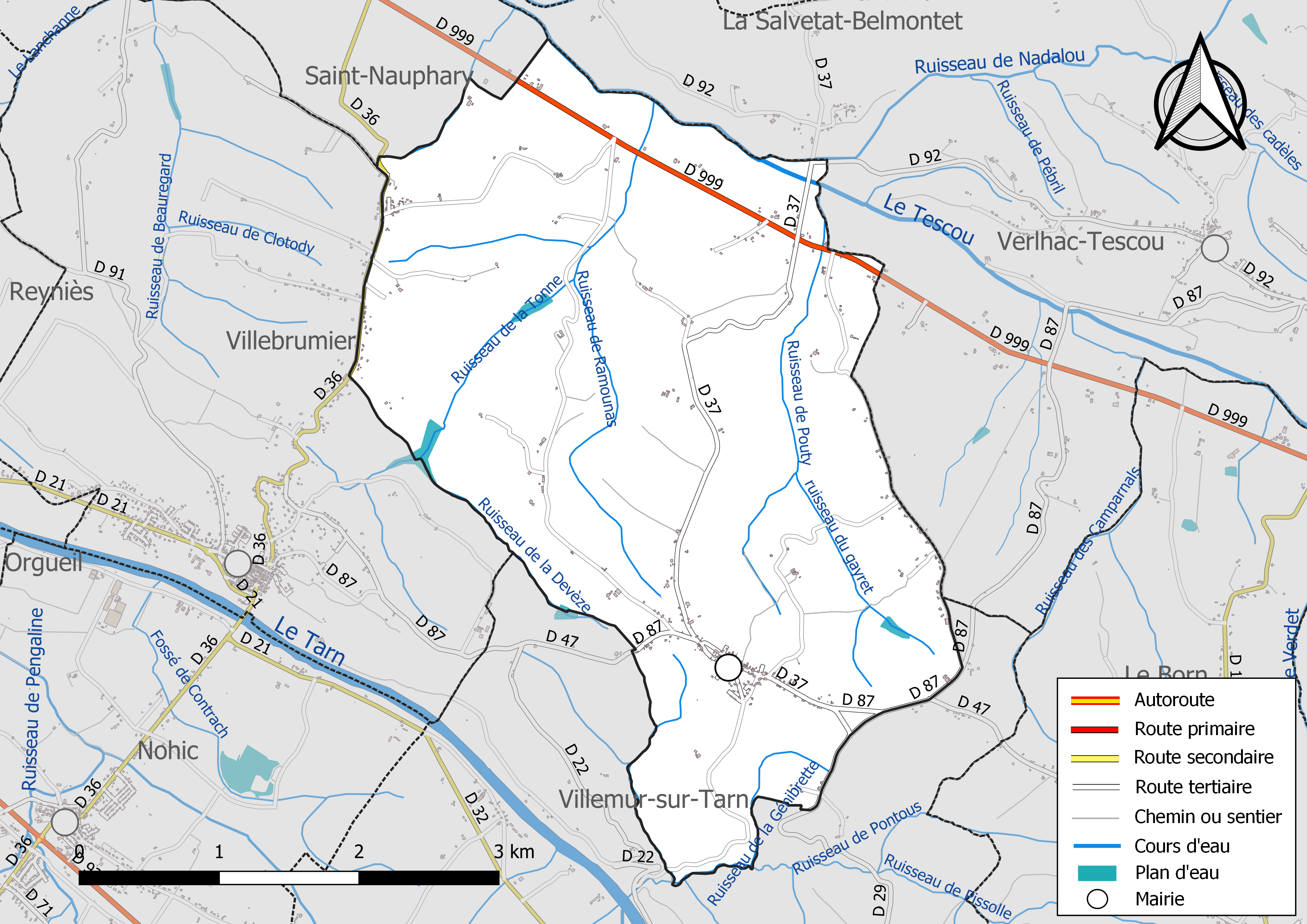
Réseaux hydrographique et routier de Varennes.

La commune est dans le bassin versant de la Garonne, au sein du bassin hydrographique Adour-Garonne. Elle est drainée par le Tescou, le ruisseau de Nadalou, le ruisseau de la Devèze, le ruisseau de la Garosse, le ruisseau de la Génibrette, le ruisseau de la Tonne, le ruisseau de Pontous, le ruisseau de Pouty, le ruisseau de Ramounas et par divers petits cours d'eau, constituant un réseau hydrographique de 18 km de longueur totale,.
Le Tescou, d'une longueur totale de 48,8 km, prend sa source dans la commune de Castelnau-de-Montmiral et s'écoule d'est en ouest. Il traverse la commune et se jette dans le Tarn à Montauban, après avoir traversé 13 communes.

### Climat
Pour des articles plus généraux, voir Climat de l'Occitanie et Climat de Tarn-et-Garonne.
En 2010, le climat de la commune est de type climat du Bassin du Sud-Ouest, selon une étude du Centre national de la recherche scientifique s'appuyant sur une série de données couvrant la période 1971-2000. En 2020, Météo-France publie une typologie des climats de la France métropolitaine dans laquelle la commune est exposée à un climat océanique altéré et est dans la région climatique Aquitaine, Gascogne, caractérisée par une pluviométrie abondante au printemps, modérée en automne, un faible ensoleillement au printemps, un été chaud (19,5 °C), des vents faibles, des brouillards fréquents en automne et en hiver et des orages fréquents en été (15 à 20 jours).
Pour la période 1971-2000, la température annuelle moyenne est de 13 °C, avec une amplitude thermique annuelle de 16,1 °C. Le cumul annuel moyen de précipitations est de 774 mm, avec 9 jours de précipitations en janvier et 5,6 jours en juillet. Pour la période 1991-2020, la température moyenne annuelle observée sur la station météorologique de Météo-France la plus proche, « Montauban », sur la commune de Montauban à 17 km à vol d'oiseau, est de 13,9 °C et le cumul annuel moyen de précipitations est de 710,2 mm. 
La température maximale relevée sur cette station est de 42,6 °C, atteinte le 24 août 2023 ; la température minimale est de −20 °C, atteinte le 16 janvier 1985,,.
Les paramètres climatiques de la commune ont été estimés pour le milieu du siècle (2041-2070) selon différents scénarios d'émission de gaz à effet de serre à partir des nouvelles projections climatiques de référence DRIAS-2020. Ils sont consultables sur un site dédié publié par Météo-France en novembre 2022.

### Milieux naturels et biodiversité

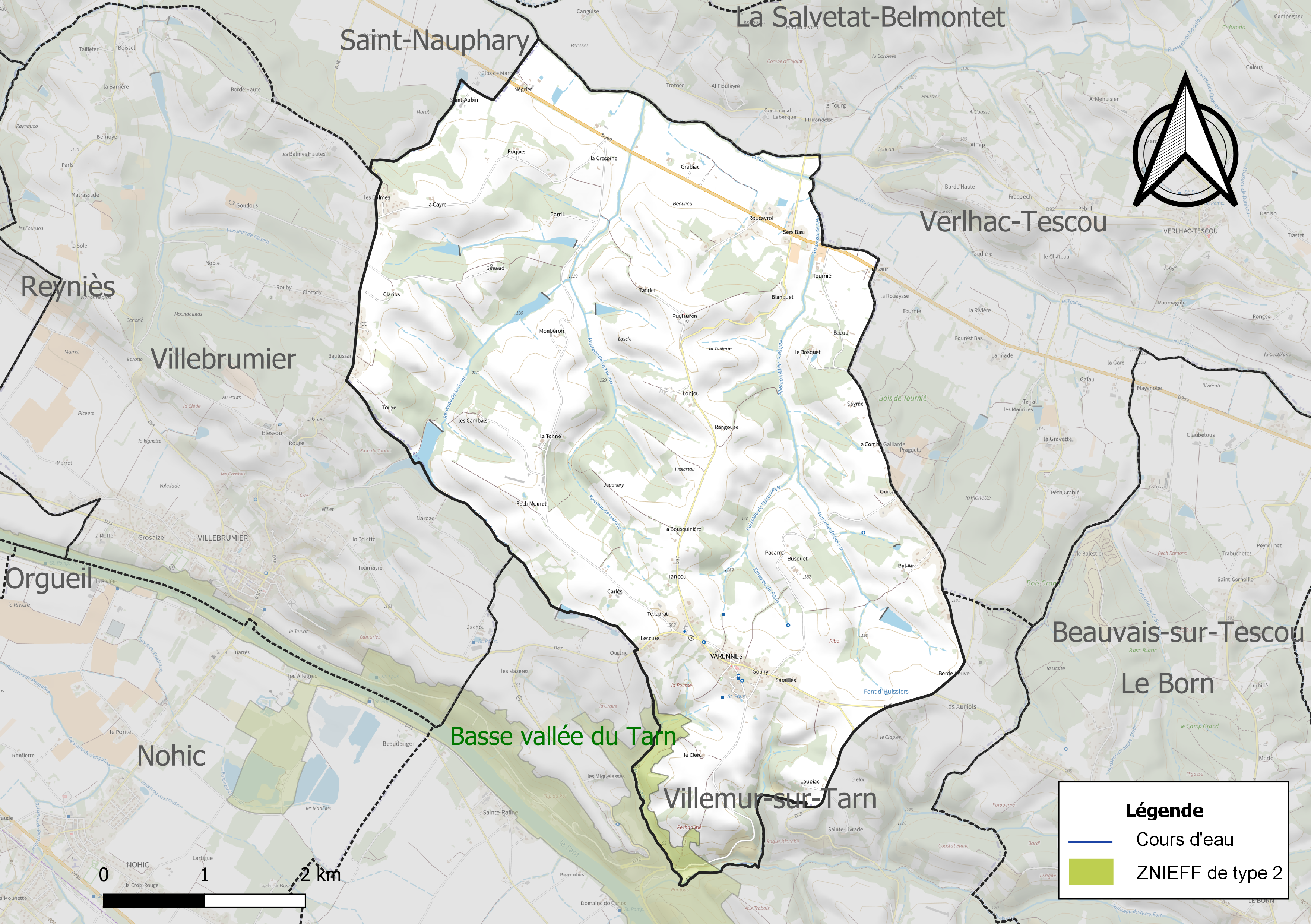
Carte de la ZNIEFF de type 2 localisée sur la commune.

L’inventaire des zones naturelles d'intérêt écologique, faunistique et floristique (ZNIEFF) a pour objectif de réaliser une couverture des zones les plus intéressantes sur le plan écologique, essentiellement dans la perspective d’améliorer la connaissance du patrimoine naturel national et de fournir aux différents décideurs un outil d’aide à la prise en compte de l’environnement dans l’aménagement du territoire.
Une ZNIEFF de type 2 est recensée sur la commune :
la « basse vallée du Tarn » (3 623 ha), couvrant 49 communes dont huit dans la Haute-Garonne, 20 dans le Tarn et 21 dans le Tarn-et-Garonne.

## Urbanisme

### Typologie
Au 1er janvier 2024, Varennes est catégorisée commune rurale à habitat dispersé, selon la nouvelle grille communale de densité à sept niveaux définie par l'Insee en 2022.
Elle est située hors unité urbaine. Par ailleurs la commune fait partie de l'aire d'attraction de Toulouse, dont elle est une commune de la couronne,. Cette aire, qui regroupe 527 communes, est catégorisée dans les aires de 700 000 habitants ou plus (hors Paris),.

### Occupation des sols
L'occupation des sols de la commune, telle qu'elle ressort de la base de données européenne d’occupation biophysique des sols Corine Land Cover (CLC), est marquée par l'importance des territoires agricoles (84,3 % en 2018), en diminution par rapport à 1990 (86,8 %). La répartition détaillée en 2018 est la suivante : 
terres arables (70,2 %), zones agricoles hétérogènes (14,2 %), forêts (13,2 %), zones urbanisées (2,5 %). L'évolution de l’occupation des sols de la commune et de ses infrastructures peut être observée sur les différentes représentations cartographiques du territoire : la carte de Cassini (XVIIIe siècle), la carte d'état-major (1820-1866) et les cartes ou photos aériennes de l'IGN pour la période actuelle (1950 à aujourd'hui).

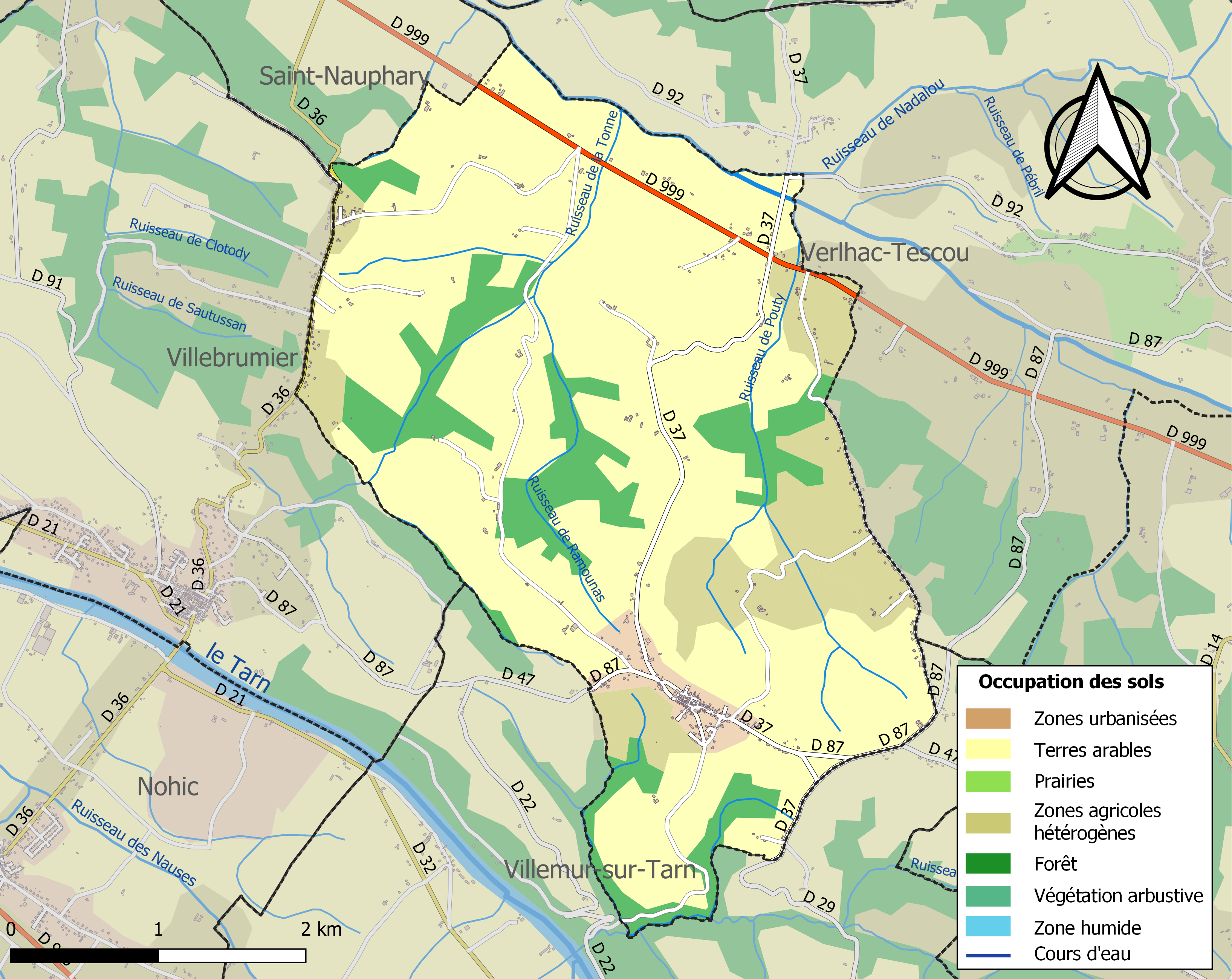
Carte des infrastructures et de l'occupation des sols de la commune en 2018 (CLC).

### Voies de communication et transports

#### Voies routières
La commune est accessible par l'autoroute A20  63 (Albi-Gaillac), puis par la RD999 (ancienne RN999).

#### Transports en commun
Aucun réseau de transport en commun ne dessert la commune, à part des lignes de transports scolaires, comme la ligne 107-16 (Le Born - Lycées de Montauban) ou encore 10-14 (Varennes - Collège de Labastide-Saint-Pierre). Cependant, plusieurs réseaux desservent des communes voisines.
Le réseau Arc-en-Ciel dessert la commune voisine de Villemur-sur-Tarn : les lignes Hop!301, 351, 352 et 355 permettent de rejoindre Toulouse, alors que la ligne 375 dessert également la commune en direction de Buzet-sur-Tarn ou de Fronton.
Le réseau liO dessert également des communes voisines. La ligne 717 de ce réseau dessert Villemur-sur-Tarn en direction de Montauban ou de Saint-Sulpice-la-Pointe, alors que la ligne 721 de ce même réseau dessert Saint-Nauphary vers Montauban ou Albi.
Cependant, ces divers réseaux desservent des points d'arrêts situés à plus de 5 km du bourg de Varennes, ce qui rend difficile le fait de se déplacer sans voiture quand on réside sur la commune.
La gare la plus proche est celle de Montauban-Villebourbon, desservie par des TGV vers Toulouse ou Paris, ainsi que des Intercités et des TER Occitanie. Les gares de Montbartier, Grisolles et Castenau-d'Estrétefonds se situent également à proximité de Varennes.

### Risques majeurs
Le territoire de la commune de Varennes est vulnérable à différents aléas naturels : météorologiques (tempête, orage, neige, grand froid, canicule ou sécheresse), inondations, mouvements de terrains et séisme (sismicité très faible). Il est également exposé à un risque technologique, le transport de matières dangereuses. Un site publié par le BRGM permet d'évaluer simplement et rapidement les risques d'un bien localisé soit par son adresse soit par le numéro de sa parcelle.

#### Risques naturels
Certaines parties du territoire communal sont susceptibles d’être affectées par le risque d’inondation par débordement de cours d'eau, notamment le Tescou. La cartographie des zones inondables en ex-Midi-Pyrénées réalisée dans le cadre du XIe Contrat de plan État-région, visant à informer les citoyens et les décideurs sur le risque d’inondation, est accessible sur le site de la DREAL Occitanie. La commune a été reconnue en état de catastrophe naturelle au titre des dommages causés par les inondations et coulées de boue survenues en 1982 et 1999,.
Varennes est exposée au risque de feu de forêt. Le département de Tarn-et-Garonne présentant toutefois globalement un niveau d’aléa moyen à faible très localisé, aucun Plan départemental de protection des forêts contre les risques d’incendie de forêt (PFCIF) n'a été élaboré. Le débroussaillement aux abords des maisons constitue l’une des meilleures protections pour les particuliers contre le feu,.

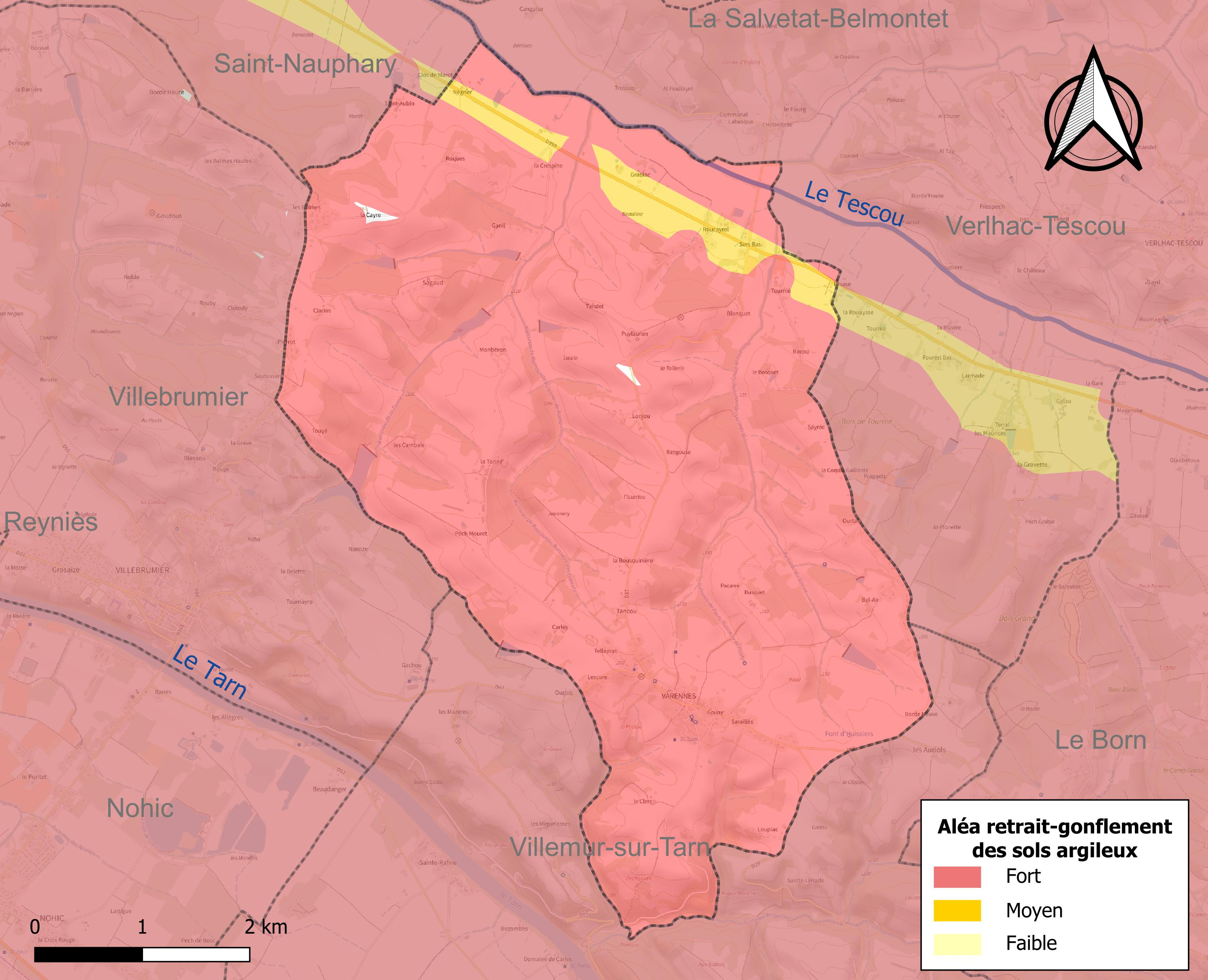
Carte des zones d'aléa retrait-gonflement des sols argileux de Varennes.

Les mouvements de terrains susceptibles de se produire sur la commune sont des tassements différentiels.
Le retrait-gonflement des sols argileux est susceptible d'engendrer des dommages importants aux bâtiments en cas d’alternance de périodes de sécheresse et de pluie. 99,8 % de la superficie communale est en aléa moyen ou fort (92 % au niveau départemental et 48,5 % au niveau national). Sur les 246 bâtiments dénombrés sur la commune en 2019, 245 sont en aléa moyen ou fort, soit 100 %, à comparer aux 96 % au niveau départemental et 54 % au niveau national. Une cartographie de l'exposition du territoire national au retrait gonflement des sols argileux est disponible sur le site du BRGM,.
Par ailleurs, afin de mieux appréhender le risque d’affaissement de terrain, l'inventaire national des cavités souterraines permet de localiser celles situées sur la commune.
Concernant les mouvements de terrains, la commune a été reconnue en état de catastrophe naturelle au titre des dommages causés par la sécheresse en 1989, 1992, 2002, 2003 et 2011 et par des mouvements de terrain en 1999.

#### Risques technologiques
Le risque de transport de matières dangereuses sur la commune est lié à sa traversée par des infrastructures routières ou ferroviaires importantes ou la présence d'une canalisation de transport d'hydrocarbures. Un accident se produisant sur de telles infrastructures est susceptible d’avoir des effets graves sur les biens, les personnes ou l'environnement, selon la nature du matériau transporté. Des dispositions d’urbanisme peuvent être préconisées en conséquence.

## Histoire

### Héraldique
| Varennes | Son blasonnement est : Palissé en fasce d'or et de gueules de six pièces. |

## Politique et administration

### Administration municipale
Le nombre d'habitants au recensement de 2011 étant compris entre 500 et 1 499 habitants, le nombre de membres du conseil municipal pour l'élection de 2014 est de quinze,.

### Rattachements administratifs et électoraux
La commune fait partie de la deuxième circonscription de Tarn-et-Garonne de la communauté de communes Grand Sud Tarn-et-Garonne et du canton de Tarn-Tescou-Quercy vert (avant le redécoupage départemental de 2014, Varennes faisait paetie de l'ex-canton de Villebrumier) et avant le 1er janvier 2017 elle faisait partie de la communauté de communes du Terroir Grisolles Villebrumier.
La commune fait partie de l'Arrondissement de Montauban.

### Liste des maires

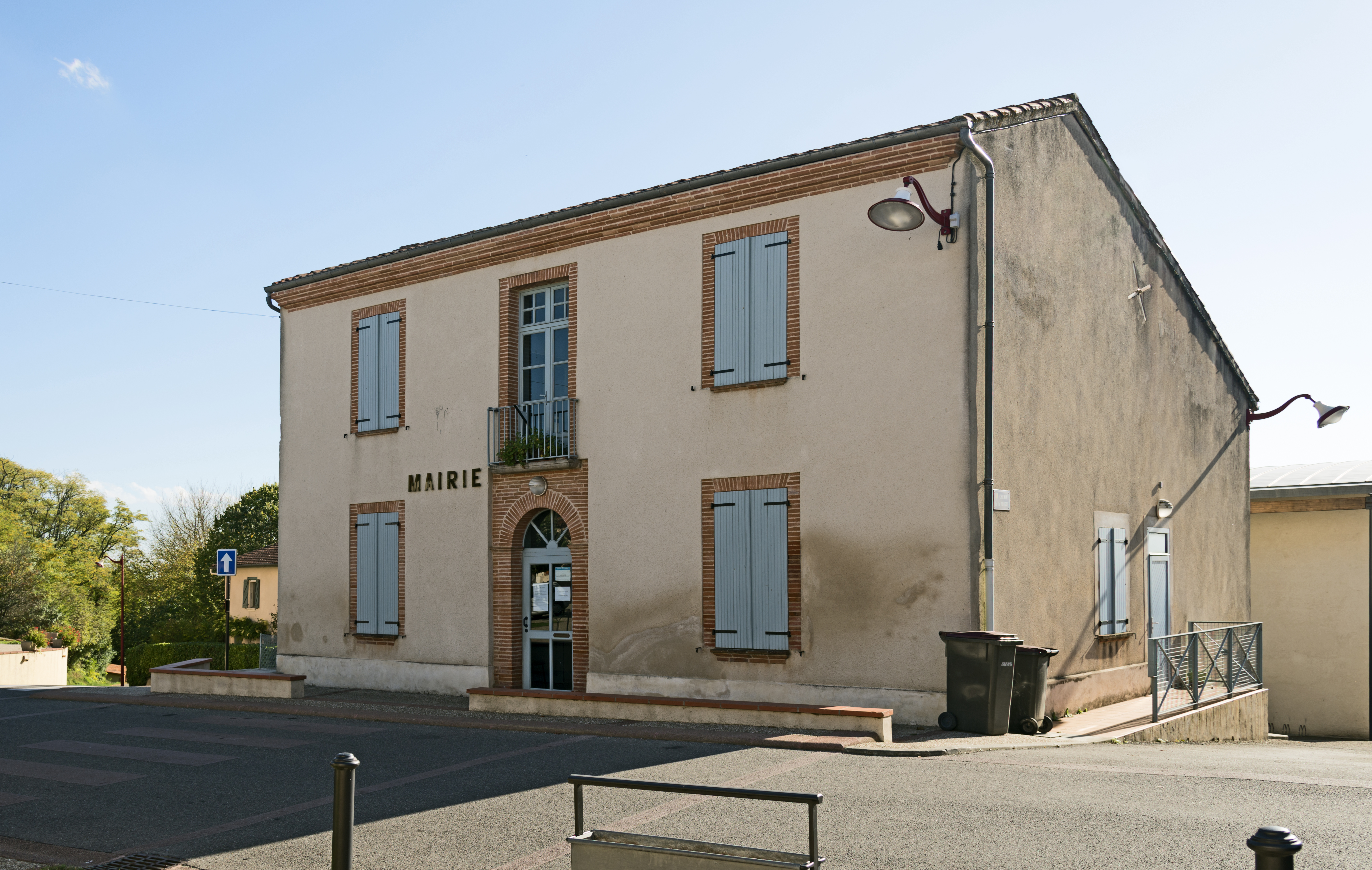
La mairie.

| Période                                  | Période                       | Identité                     | Étiquette | Qualité |
| ---------------------------------------- | ----------------------------- | ---------------------------- | --------- | ------- |
| 1792                                     | 1796                          | Pierre Terrancle             |           |         |
| 1796                                     | 1800                          | Hugues Gontaud               |           |         |
| 1800                                     | 1808                          | Jean Marty                   |           |         |
| 1808                                     | 1812                          | Joseph Pouzols-Clairac       |           |         |
| 1812                                     | 1822                          | Joseph Rouffio de Laine      |           |         |
| 1822                                     | 1830                          | Pierre Crubilhe              |           |         |
| 1830                                     | 1831                          | Antoine Dubeuf-Flacey        |           |         |
| 1831                                     | 1832                          | Léonard Ludiere              |           |         |
| 1832                                     | 1837                          | Antoine Gerla                |           |         |
| 1837                                     | 1848                          | Pierre Crubilhe              |           |         |
| 1848                                     | 1848                          | Auguste Ludiere              |           |         |
| 1848                                     | 1853                          | Jean-Antoine Félix Crubilhe  |           |         |
| 1853                                     | 1876                          | Martial Gerla                |           |         |
| 1876                                     | 1911                          | Pierre Eugène Crubilhe       |           |         |
| 1911                                     | 1916                          | Jean Muratet                 |           |         |
| 1916                                     | 1919                          | Jean Bertrand                |           |         |
| 1919                                     | 1929                          | Pierre Chaubard              |           |         |
| 1929                                     | 1941                          | Alphonse Vacquie             |           |         |
| 1941                                     | 1942                          | Jean Boudy                   |           |         |
| 1942                                     | 1944                          | Francis Greze                |           |         |
| 1944                                     | 1944                          | Jean Boudy                   |           |         |
| 1944                                     | 1945                          | Jean Taillefer               |           |         |
| 1945                                     | 1947                          | Francis Greze                |           |         |
| 1947                                     | 1951                          | Gaston Pendaries             |           |         |
| 1951                                     | 1967                          | Louis Lormieres              |           |         |
| 1967                                     | 1983                          | Jean Frayssines              |           |         |
| 1983                                     | 1989                          | José Cordebar                |           |         |
| 1989                                     | 1995                          | Bernadette Carrasco-Marchand |           |         |
| 1995                                     | En cours (au 16 juillet 2014) | Alain Albinet                |           |         |
| Les données manquantes sont à compléter. |                               |                              |           |         |

## Population et société

### Démographie
L'évolution du nombre d'habitants est connue à travers les recensements de la population effectués dans la commune depuis 1793. Pour les communes de moins de 10 000 habitants, une enquête de recensement portant sur toute la population est réalisée tous les cinq ans, les populations de référence des années intermédiaires étant quant à elles estimées par interpolation ou extrapolation. Pour la commune, le premier recensement exhaustif entrant dans le cadre du nouveau dispositif a été réalisé en 2004.

En 2022, la commune comptait 640 habitants, en évolution de +12,28 % par rapport à 2016 (Tarn-et-Garonne : +3,12 %, France hors Mayotte : +2,11 %).
| 1793 | 1800 | 1806 | 1821 | 1831 | 1836 | 1841 | 1846 | 1851 |
| ---- | ---- | ---- | ---- | ---- | ---- | ---- | ---- | ---- |
| 500  | 435  | 480  | 727  | 756  | 741  | 781  | 720  | 683  |

| 1856 | 1861 | 1866 | 1872 | 1876 | 1881 | 1886 | 1891 | 1896 |
| ---- | ---- | ---- | ---- | ---- | ---- | ---- | ---- | ---- |
| 652  | 679  | 684  | 664  | 616  | 640  | 598  | 545  | 526  |

| 1901 | 1906 | 1911 | 1921 | 1926 | 1931 | 1936 | 1946 | 1954 |
| ---- | ---- | ---- | ---- | ---- | ---- | ---- | ---- | ---- |
| 494  | 449  | 442  | 378  | 382  | 381  | 384  | 361  | 338  |

| 1962 | 1968 | 1975 | 1982 | 1990 | 1999 | 2004 | 2006 | 2009 |
| ---- | ---- | ---- | ---- | ---- | ---- | ---- | ---- | ---- |
| 343  | 337  | 368  | 397  | 409  | 384  | 465  | 529  | 610  |

| 2014 | 2019 | 2022 | - | - | - | - | - | - |
| ---- | ---- | ---- | - | - | - | - | - | - |
| 572  | 632  | 640  | - | - | - | - | - | - |

| selon la population municipale des années : | 1968 | 1975 | 1982 | 1990 | 1999 | 2006 | 2009 | 2013 |
| Rang de la commune dans le département      | 113  | 94   | 100  | 98   | 105  | 89   | 84   | 90   |
| Nombre de communes du département           | 195  | 195  | 195  | 195  | 195  | 195  | 195  | 195  |

### Sports
La commune possède un city-parc pour pratiquer le football, basketball ou encore le handball. Un stade est aussi à côté du city-parc.
Varennes est très prisée pour le cyclisme par les clubs du secteur, pour ses nombreuses côtes et descentes.

### Enseignement
La commune fait partie de l'Académie de Toulouse.
Varennes fait partie du secteur du collège Jean-Jacques Rousseau de Labastide-Saint-Pierre ainsi que du secteur du lycée Jules Michelet de Montauban pour la série générale.

### Recyclage et traitement des déchets
Le ramassage des déchets est géré par la Communauté de Communes Grand Sud Tarn-et-Garonne.
La déchèterie du secteur est celle de Reyniès.

## Économie

### Revenus
En 2018, la commune compte 231 ménages fiscaux, regroupant 599 personnes. La médiane du revenu disponible par unité de consommation est de 21 070 € (20 140 € dans le département).

### Emploi
|                | 2008  | 2013   | 2018   |
| -------------- | ----- | ------ | ------ |
| Commune        | 7,5 % | 8,3 %  | 8,2 %  |
| Département    | 8,4 % | 10,2 % | 10,3 % |
| France entière | 8,3 % | 10 %   | 10 %   |

En 2018, la population âgée de 15 à 64 ans s'élève à 400 personnes, parmi lesquelles on compte 78,3 % d'actifs (70 % ayant un emploi et 8,2 % de chômeurs) et 21,7 % d'inactifs,. Depuis 2008, le taux de chômage communal (au sens du recensement) des 15-64 ans est inférieur à celui de la France et du département.
La commune fait partie de la couronne de l'aire d'attraction de Toulouse, du fait qu'au moins 15 % des actifs travaillent dans le pôle,. Elle compte 56 emplois en 2018, contre 62 en 2013 et 69 en 2008. Le nombre d'actifs ayant un emploi résidant dans la commune est de 287, soit un indicateur de concentration d'emploi de 19,5 % et un taux d'activité parmi les 15 ans ou plus de 65,5 %.
Sur ces 287 actifs de 15 ans ou plus ayant un emploi, 29 travaillent dans la commune, soit 10 % des habitants. Pour se rendre au travail, 93,9 % des habitants utilisent un véhicule personnel ou de fonction à quatre roues, 0,7 % les transports en commun, 0,6 % s'y rendent en deux-roues, à vélo ou à pied et 4,7 % n'ont pas besoin de transport (travail au domicile).

### Activités hors agriculture
39 établissements sont implantés  à Varennes au 31 décembre 2019. Le tableau ci-dessous en détaille le nombre par secteur d'activité et compare les ratios avec ceux du département,.
| Secteur d'activité                                                                                        | Commune | Commune | Département |
| Secteur d'activité                                                                                        | Nombre  | %       | %           |
| --- | ------- | ------- | ----------- |
| Ensemble                                                                                                  | 39      |         |             |
| Industrie manufacturière, industries extractives et autres                                                | 11      | 28,2 %  | (9,6 %)     |
| Construction                                                                                              | 6       | 15,4 %  | (14,9 %)    |
| Commerce de gros et de détail, transports, hébergement et restauration                                    | 9       | 23,1 %  | (29,7 %)    |
| Information et communication                                                                              | 2       | 5,1 %   | (1,9 %)     |
| Activités immobilières                                                                                    | 1       | 2,6 %   | (3,3 %)     |
| Activités spécialisées, scientifiques et techniques et activités de services administratifs et de soutien | 1       | 2,6 %   | (14,1 %)    |
| Administration publique, enseignement, santé humaine et action sociale                                    | 4       | 10,3 %  | (13,6 %)    |
| Autres activités de services                                                                              | 5       | 12,8 %  | (9,3 %)     |

Le secteur de l'industrie manufacturière, des industries extractives et autres est prépondérant sur la commune puisqu'il représente 28,2 % du nombre total d'établissements de la commune (11 sur les 39 entreprises implantées  à Varennes), contre 9,6 % au niveau départemental.

### Agriculture
La commune est dans le Lauragais, une petite région agricole située dans le sud-est du département de Tarn-et-Garonne. En 2020, l'orientation technico-économique de l'agriculture  sur la commune est la polyculture et/ou le polyélevage. 
|               | 1988  | 2000  | 2010 | 2020 |
| ------------- | ----- | ----- | ---- | ---- |
| Exploitations | 46    | 24    | 19   | 18   |
| SAU (ha)      | 1 201 | 1 010 | 879  | 991  |

Le nombre d'exploitations agricoles en activité et ayant leur siège dans la commune est passé de 46 lors du recensement agricole de 1988  à 24 en 2000 puis à 19 en 2010 et enfin à 18 en 2020, soit une baisse de 61 % en 32 ans. Le même mouvement est observé à l'échelle du département qui a perdu pendant cette période 57 % de ses exploitations,. La surface agricole utilisée sur la commune a également diminué, passant de 1 201 ha en 1988 à 991 ha en 2020. Parallèlement la surface agricole utilisée moyenne par exploitation a augmenté, passant de 26 à 55 ha.

## Culture locale et patrimoine

### Lieux et monuments
- Église Sainte-Germaine-de-Pibrac de Varennes, reconstruite et inaugurée en 1905.
- Église Notre-Dame-des-Anges de Puylauron.

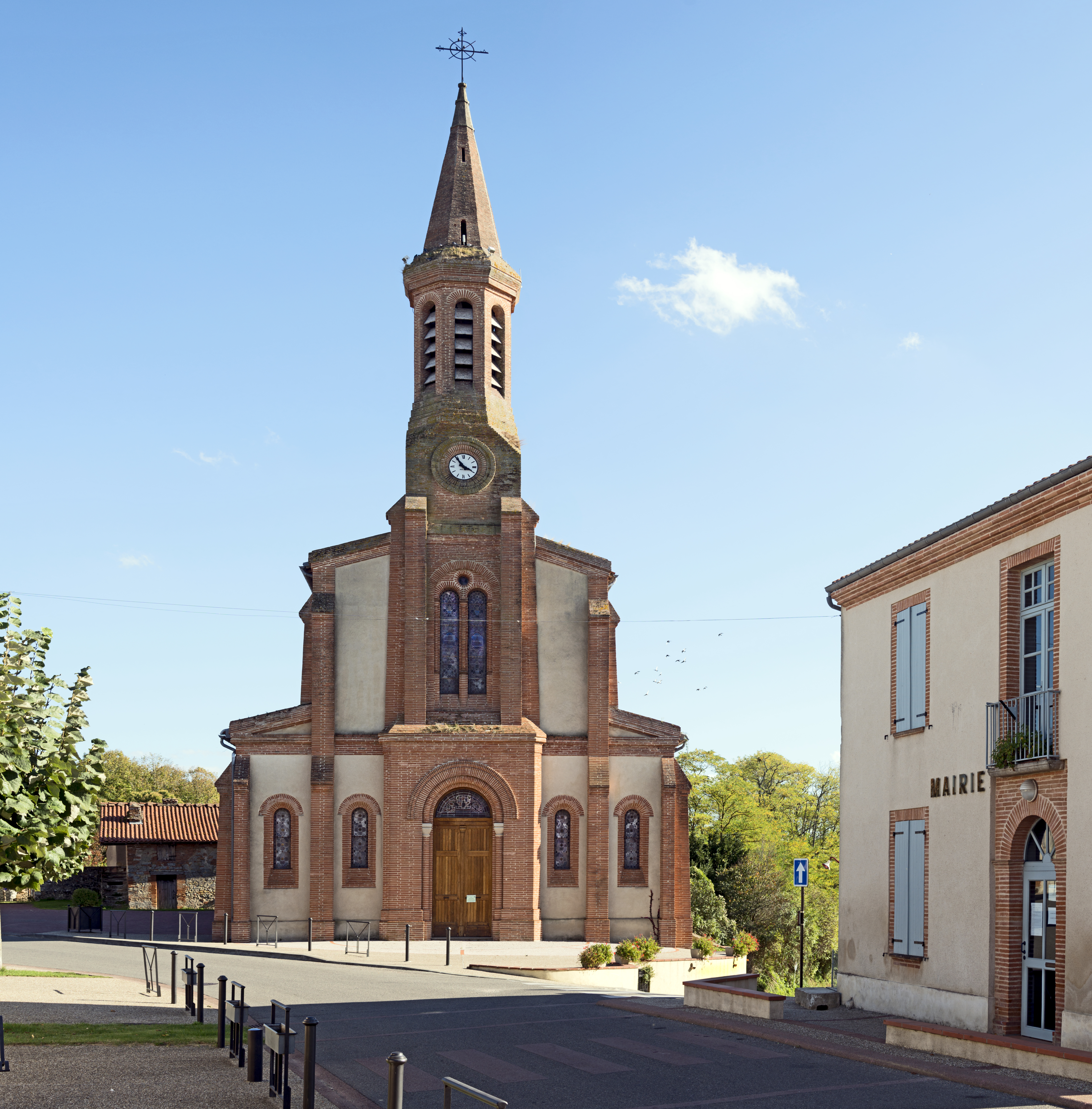
Église Sainte-Germaine.

## Pour approfondir